# Сарвасена I
Сарвасена I (д/н — 355) — магараджа Вацагулми в 330/335—355 роках.

## Життєпис
Походив з династії Вакатака. Відомості про нього обмежені. Онук або син Праварасени I. Після смерті останнього розділив з іншим родичем — Рудрасеною — володіння Вакатаків, отримавши корінні землі зі столицею Вацагулма. Прийняв титул дхармамагараджа, можливо, щоб підкреслити вищість над Рудрасеною I. Про обставини панування практично не відомо.
Був значним поетом, складав вірші махараштрі-пракритом. Автор «Харівджая», алецейтвірє на
тепер втраченим. Деякі з його віршів були включені до збірки «Гатасаттасай»
Йому спадкував син Віндх'яшакті II.